# Наполеонов кодекс
Френският граждански кодекс (на френски: Code Civil des Français – Граждански кодекс на французите), известен още и като Наполеонов кодекс (на френски: Code Napoléon) е първата съвременна кодификация на гражданското право в историята на правото.
Изготвен е на основата на съвременна пряка рецепция на съвършените антични образци на римското частно право. Влязъл в сила през 1804 г., той продължава да обслужва обществените нужди на Франция в областта на гражданското право, макар и със сериозни корекции в рамките на повече от два века.
Френският граждански кодекс със своята структура и уредба на гражданско правните отношения е възприет за прототип за изработването на гражданското и търговското законодателство през XIX век на всички страни от т.нар. романско (латинско) правно семейство от континентална Европа – Испания, Италия, Португалия, Белгия – и лежи в основата на съвременното латиноамериканско право (с изключение на Бразилия, бивша португалска колония) и на много държави от Африка, Близкия, Средния и Далечния Изток, бивши френски колонии.
По време на класицизма и Просвещението основен източник на правото за светската сфера в северните части на Франция, включително Париж, е обичайното право, докато в южните части преобладава римското право. В религиозната сфера на обществените отношения преобладава каноническото право.
Френският граждански кодекс (Code civil), или Наполеоновият кодекс (Code Napoleon) структурира нормативно гражданското право по следния начин:
1. статус на лицата (I);
2. статус на благата (II) и
3. статус на отношенията между частните лица (III).

Обнародван е на 21 март 1804 г. от Наполеон Бонапарт, като в него са включени и част от „обичаите на Париж“. До 21 век Френският гражданският кодекс урежда личния статус на френските граждани, на техните семейства и на отношенията между тях, с изключение на французите, обитаващи Майот, Нова Каледония, Валис и Футуна, които, по силата на чл. 75 от Френската конституция от 1958 г., не са се изказали в подкрепа на общия правен статус и които притежават граждански статус по обичайното право. Code de Civil е все още в сила на остров Мавриций, изоставен вследствие на английското му завоюване, въпреки последващото изменение на кодекса.
Френският граждански кодекс е изменен значително в началото на XIX век, но и до днес се е запазил като фундамент на френското гражданско право и в по-общ смисъл на системата на континенталното право – на цялото френско право. Code de Civil е определян като „гражданска конституция на французите“. Правните области, предмет на регулация от него, са: лично право (име; статус на лицата; юридически лица; правоспособност и дееспособност; условия, позволяващи на едно лице да осъществява правни актове, когато има и може да поема права и задължения, да бъде собственик на блага и др.), семейно право (годеж; брак; развод), материално право (видове блага; движими и недвижими вещи; собственост; владение), облигационно право, давност и т.н.
На 14 август 1800 г. Първият консул на френската република Наполеон Бонапарт назначил комисия от четирима видни юристи: Тронше, Биго де Премню, Порталис и Малвил, под ръководството на Камбасер, за да съставят проект за Френски граждански кодекс. Четиримата съставители произлизат от страни с различни системи на правото и обичаи. Този разнороден състав на комисията имал за цел да обедини различните правни възгледи за първото съвременно кодифициране на гражданското право в историята, с оглед на това да внесе най-удачните разрешения на спорните въпроси по регламентацията. Френският граждански кодекс реципирал множество разрешения от Юстиниановата компилация, преминали през влиянието на Робер Жозеф Потие и без да има много спорове за формата, под която да бъдат включени те – по същата схема, като тази в Институциите:
1. лица;
2. вещи;
3. действия.

Първоначалната схемата на Гражданския кодекс се разделя на четири книги като правна конструкция:
1. за лицата;
2. за вещите и за различните видове собственост;
3. за различните способи за придобиване на собственост и
4. една книга за гражданския процес (вместена накрая на кодекса, тъй като впоследствие е щял да бъде изработен друг кодекс, който самостоятелно да урежда процесуалното право).

Комисията по изготвяне на проекта за френски граждански кодекс включвала съставители, които изготвили първоначален проект, предоставен за оценка на Трибуналите (касационен и апелативен трибунал), а съдилищата изработили писмени коментари по него. Проектът впоследствие бил изследван от Държавния съвет в присъствието на Първия консул на френската република. Първоначалният проект бил подразделен на Предварителна книга и на още три книги, наброяващи общо 36 глави, като всяка от главите трябвало да има за обект един законопроект, при наличието на следната процедура:
1. обсъждане на законопроекта;
2. първа редакция на законопроекта;
3. обсъждане на първата редакция, последвана от втора редакция;
4. евентуални други дискусии на втората редакция и т.н. докато се достигне до окончателна редакция.

По време на тази процедура присъствали: Буле де ла Мьорт, Берлие, Тибодо, Емри, Реал, Биго де Премню, Рение и Абриал. Тя била председателствана от Първия консул, от втория консул Камбасер (при отсъствие на първия консул). Локре, главният секретар на Държавния съвет, съставял протоколите на всяко заседание. Всеки окончателен проектозакон трябвало да бъде изпратен на Трибуната, който го обсъждал, после да бъде представен на законодателното тяло (имащо качеството на нямо събрание, тъй като било натоварено със задачата да гласува, без да има право да обсъжда текстовете). Първоначалният проект бил предоставен и на апелативните и касационните трибунали, за да могат те да изготвят свои наблюдения. Държавният съвет се събирал, за да изучава проекта общо 102 пъти (но в петте тома на Локре има само 84 протокола). Процедурата продължила близо 3 години, т.е. от 17 юли 1801 г. до 19 март 1804 г.
Трибунатът, предвождан от републиканците, се противопоставил на Народното събрание, но това противопоставяне било насочено срещу политическата воля. Проектът бил оттеглен и Наполеон Бонапарт прочистил Трибуната с процедурна маневра: той изпратил разбунтувалите се срещу техните избиратели, поставяйки начело на редицата Бенжамен Констан, след което Френският граждански кодекс бил гласуван без проблем под формата на 36 проектозакона в периода 1803 – 1804 година. Обнародван е от Наполеон Бонапарт на 21 март 1804 г.
Малко след приемането му били обнародвани и другите френски граждански и наказателни кодекси:
1. Гражданско-процесуален кодекс (Code de procedure civile) – 1806 г.;
2. Търговски кодекс (Code du commerce) – 1807 г. под формата на ревизия на един стар кодекс, изготвен при управлението на Луи XIV;
3. Титул III на Кодекса за престъпленията и злодеянията (Code des delits et des peines) от 1791 г. бил заместен от Френския наказателен кодекс (Code penal) – 1810 г.;
4. Титули I и II на Кодекса за престъпленията и злодеянията били заместени от Кодекса за криминална процедура (Code d`instruction criminelle) – 1808 г., превърнал се впоследствие в Наказателно-процесуален кодекс (Code de procedure penale) – 1959 г.;

Наполеоновият кодекс имал за цел да унифицира правото и да намери баланс между революционерите и консерваторите, като същевременно излязъл успешен опит за изтръгне от юрисдикцията на Католическата църква гражданското право, като феодалните права над недвижимото имущество били премахнати.
Измененията във Френския граждански кодекс най-вече засягат семейното право, както трудовото право и вещното право, а в края на 20 век била прибавена уредбата за правата на потребителите. Днешният изменян и допълван в течение на повече от два века Френски граждански кодекс се състои от пет книги. Първоначално доктринистите се отнасяли с голямо уважение към Френския граждански кодекс. Негови най-значими тълкуватели били Клод Делвенкур, Шарл Тулие, Жан-Баптист Прудон, Мерлин, Пиер-Антоан Фене, Жан-Гийом Локре, Александър Дюрантон, Антоан-Мари Демант, Реймон Троплон, Жан-Баптист-Сезар Коан-Делисл, Жан-Баптист Дювержие, Шарл Демоломб. Обри и Ро се отличават с немското си влияние при тълкуването му.

По време на Втората френска империя, кодексът е преименуван на Наполеонов кодекс, което име е останало като алтернативно и до днес. В края на своя бурен и изпълнен с премеждия и превратности земен път, от остров Света Елена, френският император заявява: 
| „ | Моята истинска слава не е тази, че съм спечелил четиридесет битки. Ватерло заличава спомена от тези победи. Но това, което не може да бъде забравено, и което ще живее вечно – това е моят граждански кодекс. | “ |